# مانون لسکو (پوچینی)

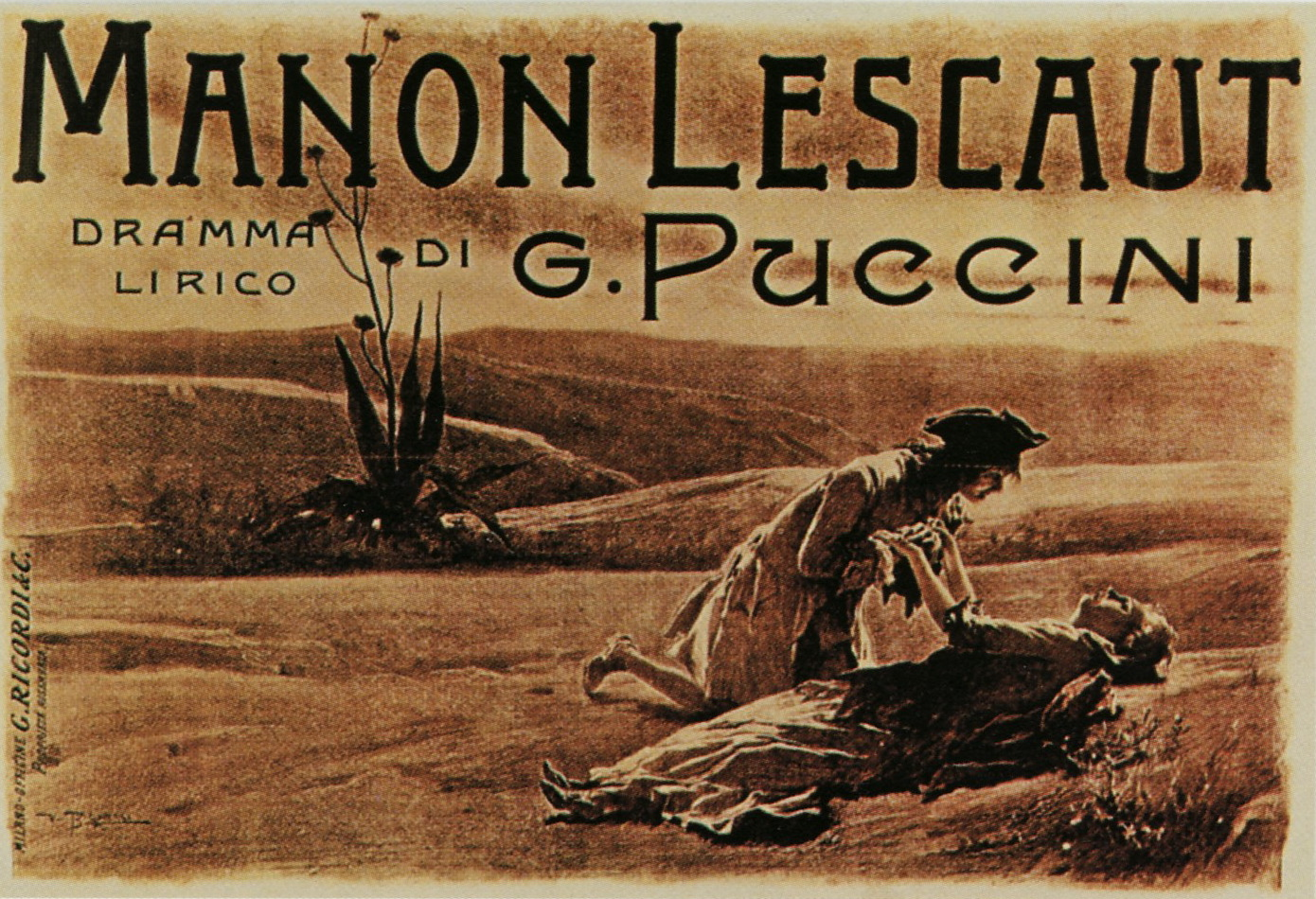
پوستر اولین اجرای مانون لسکو

مانون لسکو اپرایی در چهار پرده می‌باشد که توسط جاکومو پوچینی ساخته شده و داستان آن بر اساس رمان " مانون لسکو " اثر آنتوان فرانسوا پره وو شکل گرفته‌است. اپرانامه این اثر به زبان ایتالیایی بوده و با همکاری پنج تن از نویسندگان به نام‌های: روجرو لئونکاوالو، مارکو پراگا، جوزپه جاکوزا، دومینکو الیوا، لویجی ایلیکا و نظارت خود پوچینی نوشته شده‌است.
در ابتدا، ناشر این اثر - جولیو ریکوردی - با ساخت هر پروژه دیگری اقتباس گرفته از این رمان، مخالفت می‌کرد؛ چرا که پیش از این ژول ماسنه، اپرایی بر اساس همین حکایت ساخته بود (۱۸۸۴ میلادی)، که محبوبیت و مقبولیت کافی را بدست آورده بود. از طرف دیگر، دنیل ابه - آهنگساز فرانسوی - نیز اپرایی با همین نام ساخته بود (۱۸۵۶ میلادی)؛ بنابراین، از نظر ریکوردی، کار بر روی اثر پوچینی به نوعی اتلاف وقت محسوب می‌شد. با این وجود، پوچینی بر ساخت این اپرا پافشاری کردو باور داشت که " مانون " - شخصیت اصلی داستان - قهرمانیست که می‌تواند بارها و بارها قلب تماشاچیان را به تصرف درآورده و مورد توجه قرار بگیرد.
اولین اجرای مانون لسکو (پوچینی)، به تاریخ ۱ فوریه ۱۸۹۳ در Teatro Regio - تورین، به روی صحنه رفت. این سومین و در واقع موفق‌ترین اثر پوچینی تا آن زمان بود که مورد تشویق و تحسین عموم قرار گرفت. از جمله دیگر آثار پوچینی می‌توان بوهمه، توسکا (اپرا) و مادام باترفلای را نام برد که پس از مانون لسکو ساخته شده و به اجرا درآمدند.

## نقش‌ها

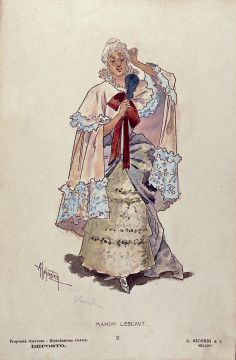
لباس مانون در پرده دو، طراحی شده توسط Adolf Hohenstein - نخستین اجرا (۱ فوریه ۱۸۹۳)

| نقش | نوع صدا      |
| --- | ------------ |
| مانون لسکو                                                                                               | سوپرانو      |
| لسکو؛ برادر مانون - یک گروهبان                                                                           | باریتون      |
| شوالیه گریو                                                                                              | تنور (صدا)   |
| جرونته د راور؛ خزانه دار کلّ                                                                              | باس          |
| ادموندو؛ یک دانشجو                                                                                       | تنور         |
| هتل دار                                                                                                  | باس          |
| خواننده                                                                                                  | متزو سوپرانو |
| استاد رقص                                                                                                | تنور         |
| مسئول روشنایی                                                                                            | تنور         |
| گروهبانی از کمانداران سلطنتی                                                                             | باس          |
| ناخدا | باس          |
| آرایشگر                                                                                                  | (بی کلام)    |
| گروه کر خوانندگان، جوانان، صومعه داران، دختران، اهالی شهر، دانشجویان، زنان خود فروش، کمانداران و سربازان |              |

## خلاصه
زمان: نیمه دوم قرن هجدهم
مکان‌ها: امیان، پاریس، لو آور، نیواورلئان

### پرده یک
میدانگاهی عمومی نزدیک دروازه پاریس
| Donna non vidi mai از پرده یک؛ اجرا شده توسط انریکو کاروسو در سال ۱۹۱۳. آیا در اجرای این پرونده مشکلی دارید؟ راهنمای رسانه را ببینید. |

غروب هنگام است و عده ایی از پسران دانشجو و دختران در میدانی که معروف به محل نوشیدن و سرگرمیست، در حال قدم زدن هستند. ادموندو در وصف لذت جوانی آوازی سر می‌دهد (Edmondo, chorus: Ave, sera gentile). گریو وارد می‌شود؛ اما غمگین است و از بقیه کناره‌گیری می‌کند (Des Grieux, Edmondo, chorus: L’amor! L’amor). دیگر جوانان هم شروع به شوخی و سر به سر گذاشتن با او می‌کنند (Des Grieux, Edmondo, chorus: Tra voi, belle, brune e bionde) ; (Edmondo, chorus: Ma, bravo).
کالسکه ایی از آراس می‌رسد و مانون، لسکو و جرونته از آن پیاده می‌شوند. در نگاه اول، گریو عاشق مانون می‌شود (Chorus, Edmondo, Lescaut, Des Grieux, Geronte: Discendono, vediam); (Des Grieux, Manon, Lescaut: Cortese damigella). گریو از گفتگوی بین آن سه، اینطور متوجه می‌شود که مانون قرار است - به خواسته پدرش - به یک صومعه سپرده شود؛ بنابراین در موقعیتی مناسب، به سوی مانون رفته وِ التماس می‌کند که با او ملاقاتی داشته باشد؛ مانون هم با بی میلی قبول می‌کند. دانشجویان با اشاره به این دو، شروع به خندیدن و مزاح می‌کنند. مانون صحنه را ترک می‌کند و گریو احساساتش را نسبت به این دختر زیبا بیان می‌دارد (Des Grieux: Donna non vidi mai).
لسکو به همراه جرونته وارد می‌شوند؛ جرونته - که خود نیز عاشق مانون است - باور دارد که مانون نباید به صومعه فرستاده شود و آنجا تلف خواهد شد؛ او هنگامی که لسکو مشغول کارت بازی با گروه دانشجویان است، ترتیب دزدیدن مانون و بردنش به پاریس را می‌دهد (Edmondo, chorus, Geronte, Lescaut: La tua ventura ci rassicura); (Edmondo, Des Grieux: Cavaliere, te la fanno). ادمونتو متوجه این دسیسه شده و گریو را با خبر می‌سازد و به او توصیه می‌کند که مراقب اوضاع باشد (Des Grieux, Manon: Vedete? Io son fedele alla parola mia). گریو نزد مانون رفته و عشقش را ابراز می‌دارد و از او می‌خواهد که با هم به پاریس بروند؛ مانون هم قبول می‌کند و این دو راهی پاریس می‌شوند. سپس جرونته و لسکو سر می‌رسند و کالسکه آن‌ها را که از نظر دور می‌شده، می‌بینند؛ بنابراین - به پیشنهاد لسکو - تصمیم می‌گیرند که تعقیبشان کنند (Geronte, Edmondo, Lescaut, chorus: Di sedur la sorellina e il momento).

### پرده دو
اتاقی در خانه جرونته - پاریس

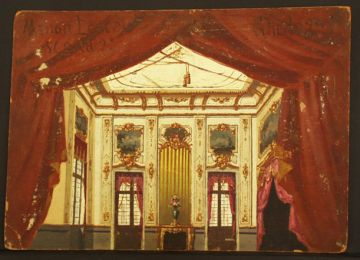
صحنه طراحی شده توسط Ugo Gheduzzi برای پرده دو (۱۸۹۳ - نخستین اجرا)

«پوچینی، آن قسمت از رمان که مانون و گریو مدتی با هم زندگی کرده و سپس مانون به دلیل بی‌پولی گریو، از وی جدا می‌شود را، حذف می‌کند»

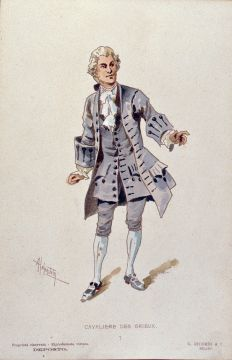
لباس گریو در پرده دو، طراحی شده توسط Adolf Hohenstein - نخستین اجرا

مانون به عنوان معشوقه جرونته در خانه او به سر می‌برد؛ آرایشگر مشغول آرایش مو و صورت اوست است که لسکو وارد می‌شود (Manon, Lescaut: Dispettosetto questo riccio!); (Lescaut: Sei splendida e lucente). مانون به برادرش می‌گوید که جرونته سالخورده و بداخلاق است و زندگی با او برایش بسیار کسالت بار و غم‌انگیز شده‌است؛ مانون ادامه می‌دهد که هنوز عاشق گریو است و نمی‌تواند از بودن در کنار جرونته لذت ببرد (Manon: In quelle trine morbide); (Lescaut, Manon: Poiché tu vuoi saper).
به درخواست جرونته، خوانندگان و نوازندگان به همراه یک استاد رقص، برای شادی و سرگرمی مانون به آنجا میایند (Madrigal: Sulla vetta tu del monte); (Manon, Lescaut: Paga costor). مانون با استاد رقص سرگرم رقصیدن مینوئت و خواندن آواز محلی می‌شود (Dancing master, Geronte, Manon, chorus: Vi prego, signorina [minuet]); (Manon, Geronte, chorus: L’ora, o Tirsi, è vaga e bella). پس از این رقص، جرونته و دیگر موزیسین‌ها خانه را ترک می‌کنند.
اندوه درونی خواهر، لسکو را به شدت تحت تأثیر قرار داده و می‌رود تا هر چه زودتر گریو را پیدا کند و ماجرا را به او بگوید. وقتی گریو متوجه می‌شود که مانون هنوز به او فکر می‌کند؛ به سوی خانه جرونته می‌رود. با دیدن دوباره یکدیگر، مانون و گریو بسیار خوشحال می‌شوند (Manon, Des Grieux: Oh, sarò la più bella! – This love's own magic spell). ناگهان، همچنان که این دو عشقشان را به یکدیگر ابراز می‌داشتند، جرونته وارد می‌شود؛ او با احترامی طعنه‌آمیز، با هر دوی آن‌ها روبرو شده و محبت‌هایش را به مانون یادآوری می‌کند. مانون هم پاسخ می‌دهد که دیگر هیچ علاقه ایی به ادامه زندگی با او ندارد (Geronte, Des Grieux, Manon: Affè, madamigella).
جرونته با ادای یک تعظیم، مانون و گریو را تنها می‌گذارد و آن دو با احساس آزادی بیشتر، به شادی و ابراز عشق ادامه می‌دهند (Manon, Des Grieux: Ah! Ah! Liberi!). لسکو با اصرار آن‌ها را وادار می‌سازد که هر چه زودتر از خانه خارج شوند؛ اما دست کشیدن از آنهمه جواهرات و لباسهای گرانقیمت برای مانون مشکل بوده و کمی تعلل می‌کند. دوباره لسکو نفس نفس زنان وارد می‌شود و به آن‌ها هشدار می‌دهد که باید هر چه زودتر آنجا را ترک کنند. مانون چند مشت از طلا و جواهراتش را برداشته و به طرف در می‌رود تا آن را باز کرده و به همراه گریو فرار کنند؛ اما در قبلاً به دستور جرونته قفل شده بوده‌است.
جرونته با چند سرباز، برای دستگیری مانون و مجازاتش سر می‌رسند؛ مانون تمام جواهرات را به پای جرونته می‌ریزد و اجازه می‌خواهد که برود، اما به دستور وی، زن جوان کشان کشان از اتاق بیرون برده شده و به گریو هم اجازه داده نمی‌شود که او را همراهی کند (Des Grieux, Manon, Lescaut, sergeant, Geronte: Lescaut! – Tu qui?). (Intermezzo: The journey to Le Havre.) تلاشهای گریو برای رهائی مانون از زندان به جای نمی‌رسد و او بناچار به لوآور می‌رود.

### پرده سه
میدانی در بندرگاه لوآور

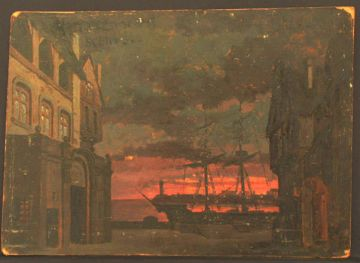
صحنه طراحی شده توسط Ugo Gheduzzi برای پرده سه (۱۸۹۳ - نخستین اجرا)

سحرگاه است؛ مانون در زندان زنان بدکاره به سر می‌برد (Des Grieux, Lescaut, Manon: Ansia eterna, crudel). لسکو به یکی از زندانبانان رشوه می‌دهد تا اجازه دهد گریو از پشت میله‌ها با مانون دیدار و صحبت کند؛ آن‌ها متوجه می‌شوند که مانون قرار است به لوئیزیانا تبعید شود. مسئول روشنایی از آنجا ردّ می‌شود و در حال خاموش کردن چراغ‌ها، آواز می‌خواند (Lamplighter, Des Grieux, Manon: E Kate ripose al re); (Des Grieux, Manon: Manon, disperato è il mio prego).
تلاش‌های لسکو و گریو برای نجات مانون بی‌نتیجه می‌ماند. مانون با چهره ایی اندوهگین و رنگ پریده، در بین دیگر زنان زندانی و با همراهی یک نگهبان به داخل کشتی برده می‌شود. جمعیت حاضر در آنجا با بی‌رحمی شروع به گفتگو در مورد این زنان کرده و آن‌ها را کالاهایی می‌نامند که توسط مردان مورد استفاده قرار گرفته و حالا به دور ریخته می‌شوند (Chorus, Lescaut, Des Grieux, Manon: All'armi! All'armi). لسکو به شدت نگران مانون است و دلش برای او می‌سوزد (Sergeant, chorus, Lescaut, Manon, Des Grieux: Rosetta! – Eh, che aria!). گریو نیز در اندوه از دست دادن مانون برای همیشه، آخرین تلاش‌هایش را برای آزادی مانون می‌کند؛ ولی توسط مأمورین با خشونت به کنار رانده می‌شود؛ اما ناخدای کشتی با دیدن این صحنه دلش به رحم می‌آید (Des Grieux: Pazzo son) و اجازه می‌دهد که گریو سوار کشتی شود.

### پرده چهار
یک دشت وسیع در نزدیکی حاشیه نیو اورلئان
صحنه از جایی آغاز می‌شود که مانون و گریو به امید پناه گرفتن در محل استقرار بریتانیایی‌ها، راه صحرا را پیش گرفته‌اند. مانون از فرط تشنگی به زمین می‌افتد (Des Grieux, Manon: Tutta su me ti posa) ; (Des Grieux: Vedi, son io che piango) ; (Manon, Des Grieux: Sei tu che piangi). گریو احساس می‌کند که جان مانون در خطر است و به جستجوی آب می‌رود؛ پس از رفتن او، مانون گذشته‌اش را به یاد آورده و برای زیبایی اغواکننده و سرنوشت تلخش آواز می‌خواند (Manon: Sola, perduta, abbandonata). جستجوی گریو برای یافتن آب بی‌حاصل است و او دست خالی بازمی‌گردد؛ مانون در آغوش گریو شروع به شرمساری می‌کند و به خاطر سختی‌هایی که گریو به خاطرش متحمل شده، از او طلب بخشش می‌کند؛ گریو به مانون اطمینان می‌دهد که او را بخشیده و بی شک آینده ایی خوش و درخشان در انتظارشان خواهد بود. همچنان که دو دلداده به یکدیگر ابراز عشق و وفاداری می‌کنند، تشنگی مانون را از پای درآورده و در میان بازوان گریو جان می‌سپارد؛ گریو نیز از شدت اندوه، کنار پیکر بی جان مانون، از حال می‌رود (Manon, Des Grieux: Fra le tue braccia, amore).